# George Grard
Pour les articles homonymes, voir Grard.
Pour l’article ayant un titre homophone, voir Georges Grard.
 (novembre 2018).
Si vous disposez d'ouvrages ou d'articles de référence ou si vous connaissez des sites web de qualité traitant du thème abordé ici, merci de compléter l'article en donnant les références utiles à sa vérifiabilité et en les liant à la section « Notes et références ».
George Grard, né le 26 novembre 1901 à Tournai et mort le 26 septembre 1984  à Saint-Idesbald, est un sculpteur belge.

## Biographie
Formé à l'Académie des beaux-arts de Tournai où il suit les cours du sculpteur Dekorte, il obtient en 1930 le prix Rubens ; il part à Paris où il découvre la sculpture de Charles Despiau, Aristide Maillol et surtout Auguste Renoir. En 1931, il s'installe à Saint-Idesbald dans une maison de pêcheur qui va devenir le rendez-vous incontournable de nombreux artistes : Pierre Caille y séjourne, puis viennent Serge Creuz, Edgard Tytgat, Paul Delvaux, Charles Leplae, ses modèles et artistes Georgette Dufour et Isette Gabriels. On qualifiera ce mouvement d'École de Saint-Idesbald.
En 1935, il obtient le prix de la Roseraie dans le cadre de l'Exposition universelle et internationale de Bruxelles et réalise une œuvre pour le pavillon belge de l'Exposition internationale de 1937.
En 1947, il réalise Le printemps pour le parc du Cinquantenaire. En 1948, il obtient le Prix du Hainaut et le Prix picard de la Libre Académie de Belgique. À partir de 1950, de nombreuses commandes publiques lui sont passées où il développe son thème préféré : le corps de la femme. L'artiste utilise le plâtre comme premier support de sa création. Le coulage du bronze se fait ensuite selon la technique de la cire perdue.
Il séjourne en 1957 au Congo belge qui lui inspire la sculpture l'Africaine d'après un modèle, Anasthasie Kosoagna. Cette œuvre est exposé dans le cadre de l'Exposition universelle de Bruxelles en 1958. Le Palais des beaux-arts de Bruxelles lui consacre une exposition en 1962.
Il est élu membre de la Classe des Beaux-Arts, section Sculpture, de l'Académie royale des sciences, des lettres et des beaux-arts de Belgique en 1967 et obtient le Prix quinquennal de Couronnement de carrière en 1970.
À partir de 1975, il pratique surtout le dessin, ne pouvant plus sculpter par suite de problèmes de santé. L'artiste décède le 26 septembre 1984 et est inhumé à Coxyde en 1984.
Dix ans plus tard, en 1994, la Fondation George Grard est créée par son épouse, Francine Grard-Van Mieghem et le musée George Grard situé à Gijverinkhove (Alveringem) en Belgique ouvre ses portes. Dans les salles d'expositions, sont présentées au public les statues originales en plâtre, les études et dessins. Une fonderie de bronze s'y trouve aussi.
Ses œuvres font partie des collections des Musées d'Anvers, Bruxelles, Tournai, Liège, Ostende et Verviers et sont très appréciées des collectionneurs privés.

## Œuvres
- La plénitude, 1947, bronze, H. 110 cm, Musée des Beaux-Arts, Bruxelles
- Le Printemps (Niobé), 1947, bronze, H. 128 cm, Parc Middelheim à Anvers
- Le Printemps (Niobé), 1947, bronze, H. 128 cm, Musée d'art contemporain en plein air du Sart Tilman
- La Naïade, 1949-1950, bronze, H. 300 cm, Pont-à-Pont à Tournai
- La Caille, 1949-1974, bronze, L. 314 cm, Musée Delvaux à Saint-Idesbald
- Femme assise, 1952, bronze, H. 350 cm, Banque nationale à Bruxelles
- La mer, 1952-1955, bronze, L. 370 cm, Casino d'Ostende
- La Grande Africaine, 1957-1958, bronze, H. 180 cm
- La Caille, 1960, bronze, H. 58 cm, Musée d'art contemporain en plein air du Sart Tilman
- L'Implorante, 1960, bronze
- L'Eau, 1962-1964, bronze, L. 360 cm, pont Albert Ier à Liège
- La Terre, 1962-1964, bronze, L. 360 cm, pont Albert Ier à Liège
- Femme regardant le soleil, 1962-1976, bronze, H. 348 cm, parc municipal de Furnes
- Fonts baptismaux (Adam et Eve), autel, porte de tabernacle, 1966-1971, bronze, H. 97 cm, église Saint-Brice de Tournai

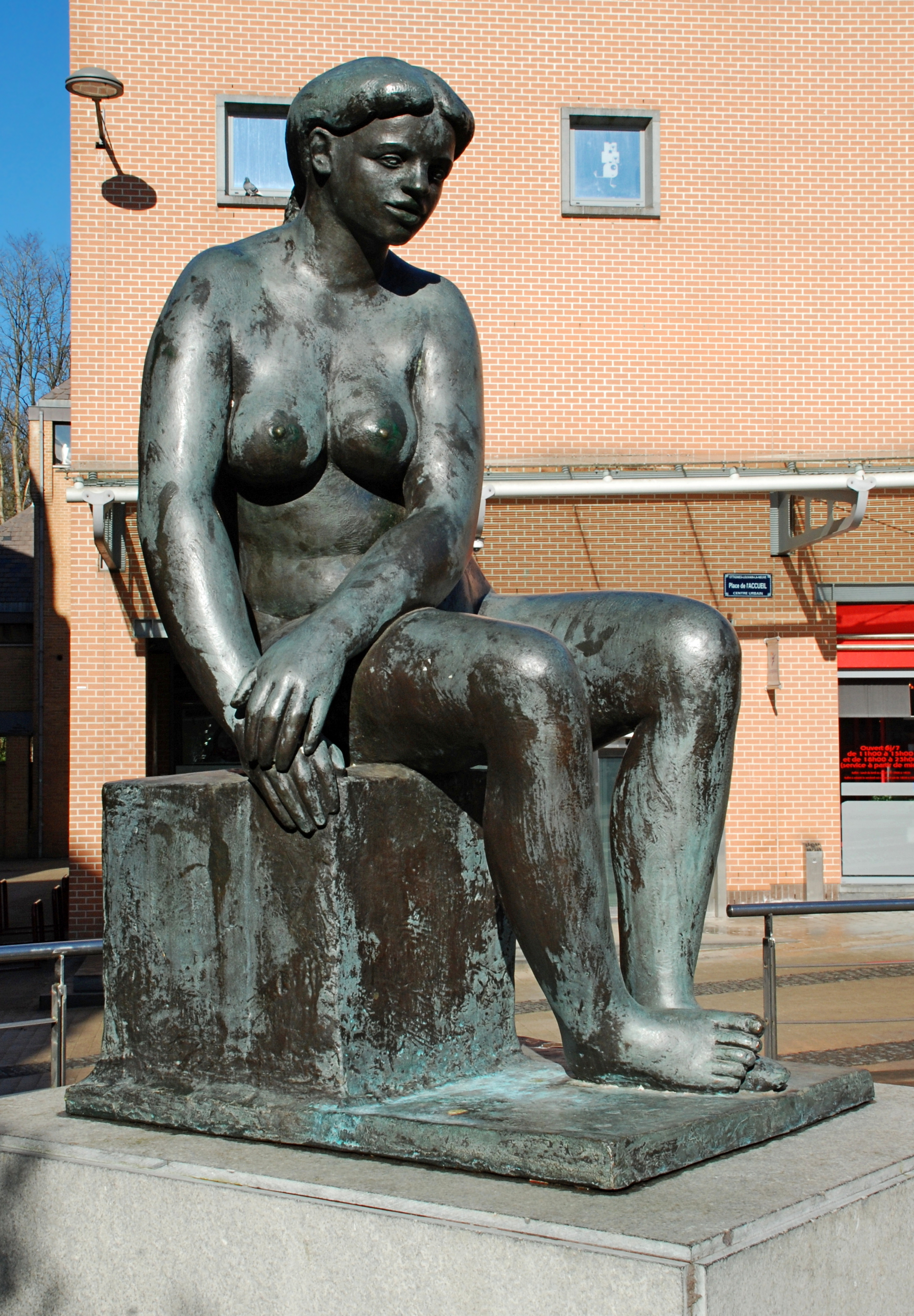
La Femme Assise, à Louvain-la-Neuve.
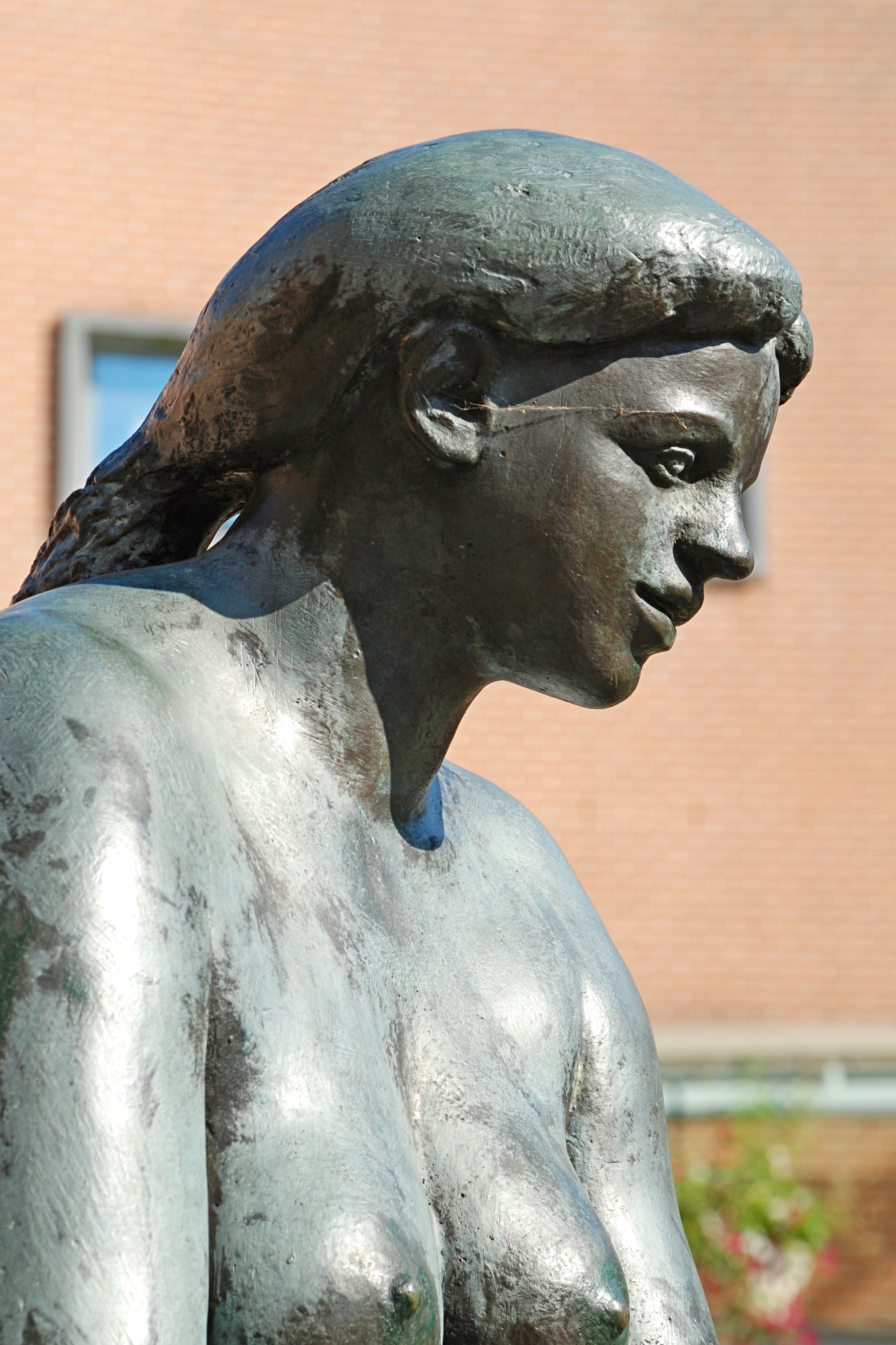
La Femme Assise, à Louvain-la-Neuve, détail.
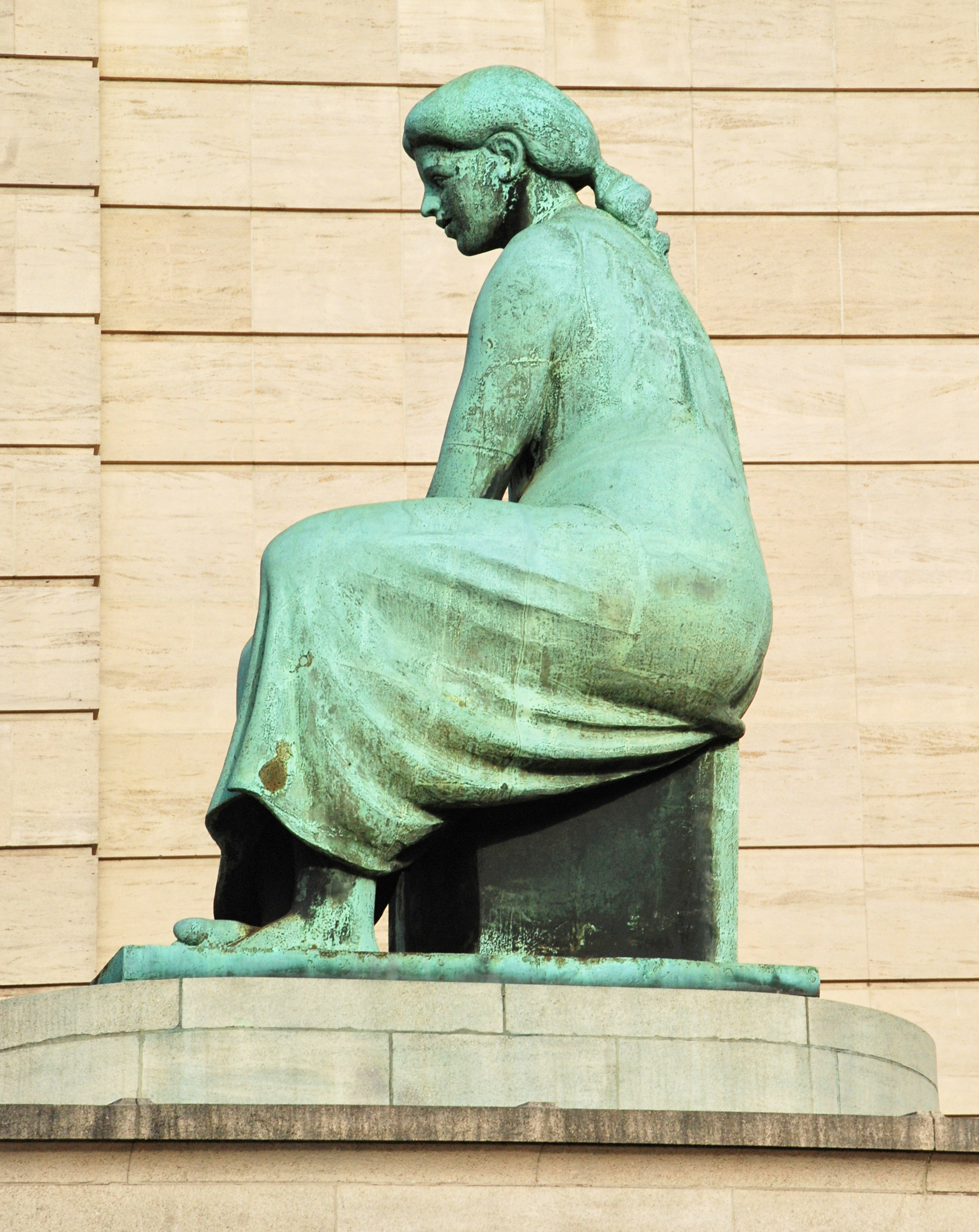
La Femme assise, à côté de la Banque Nationale, à Bruxelles.
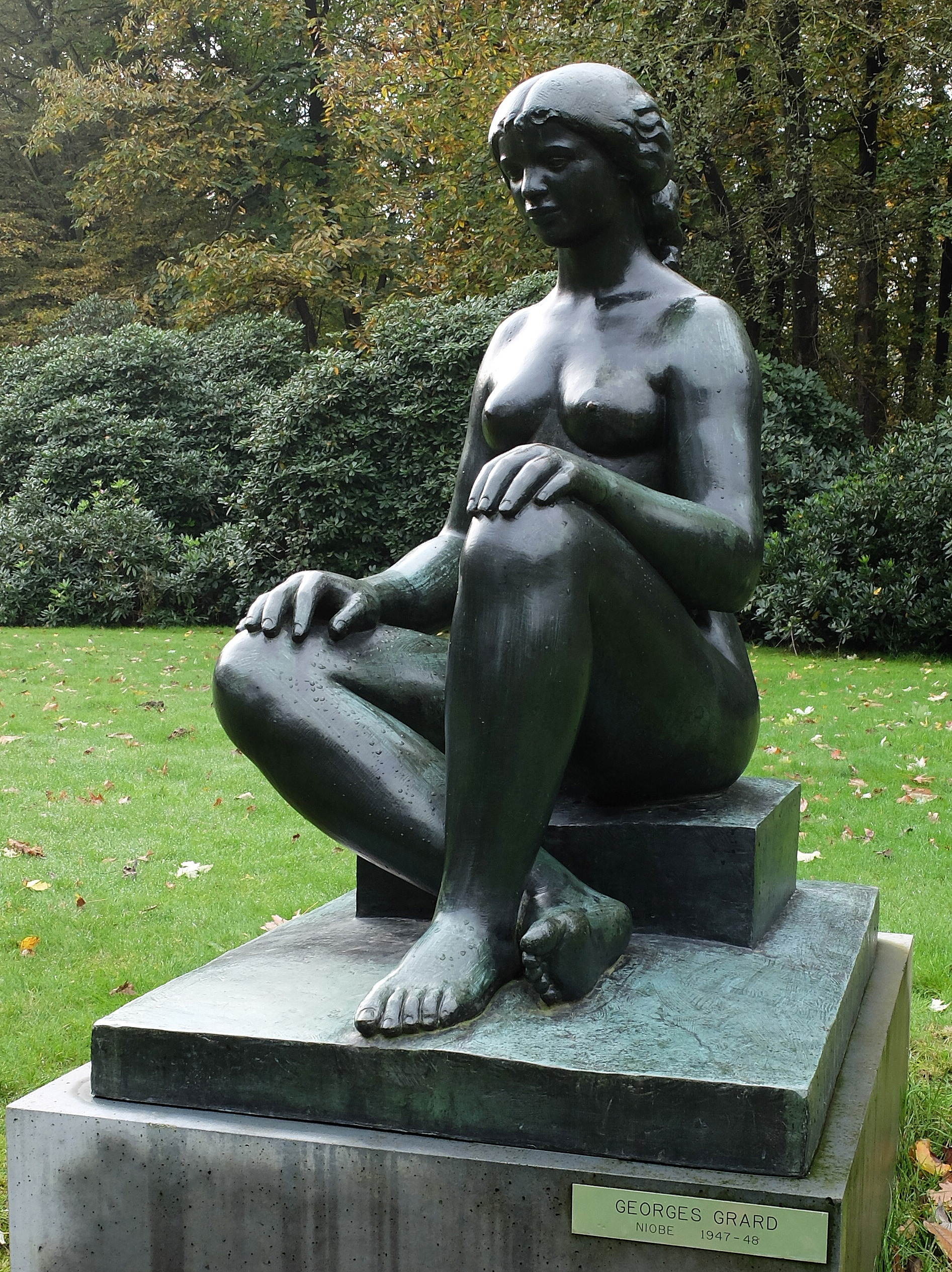
Niobe (1948).
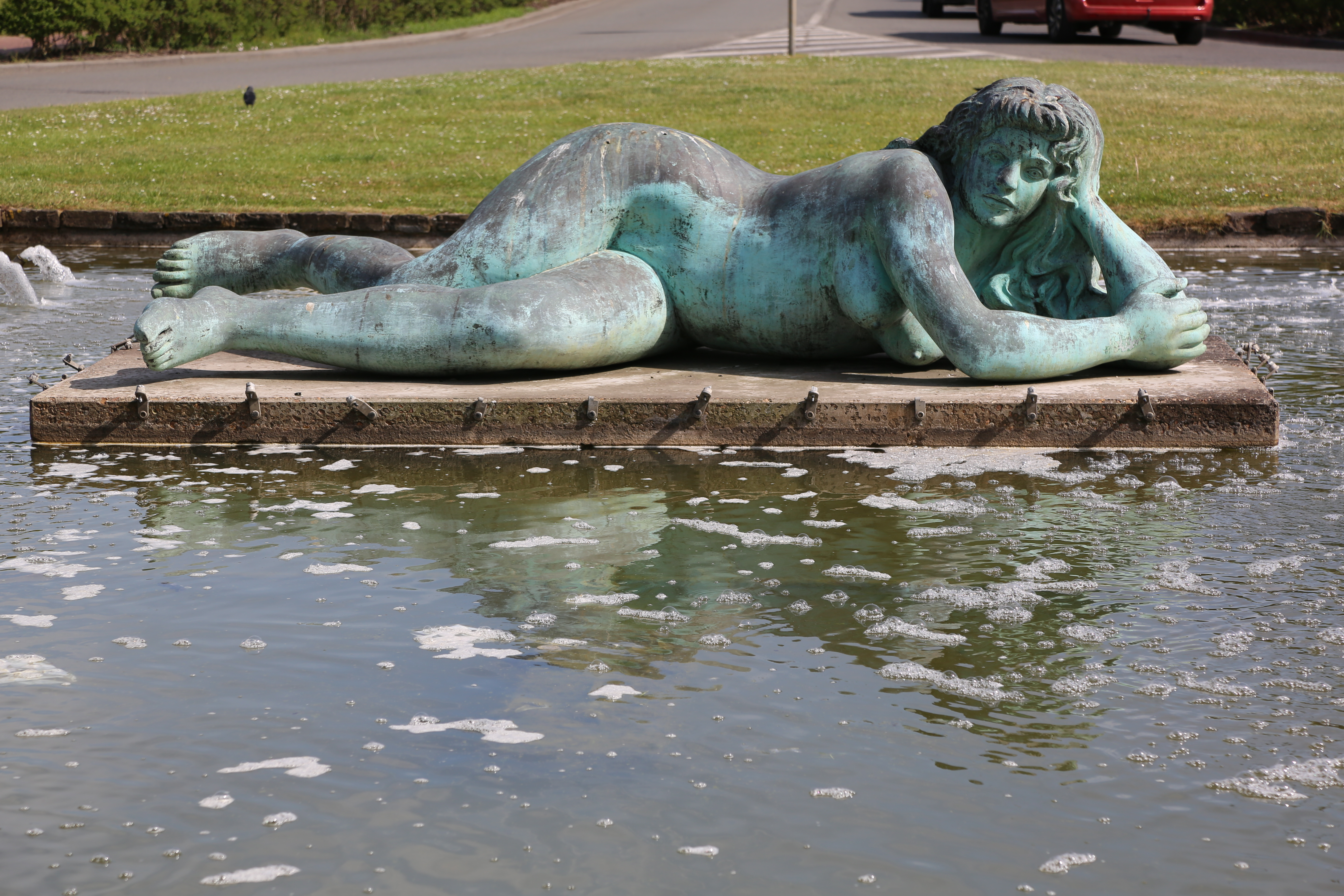
La Mer, avenue Léopold II à Ostende
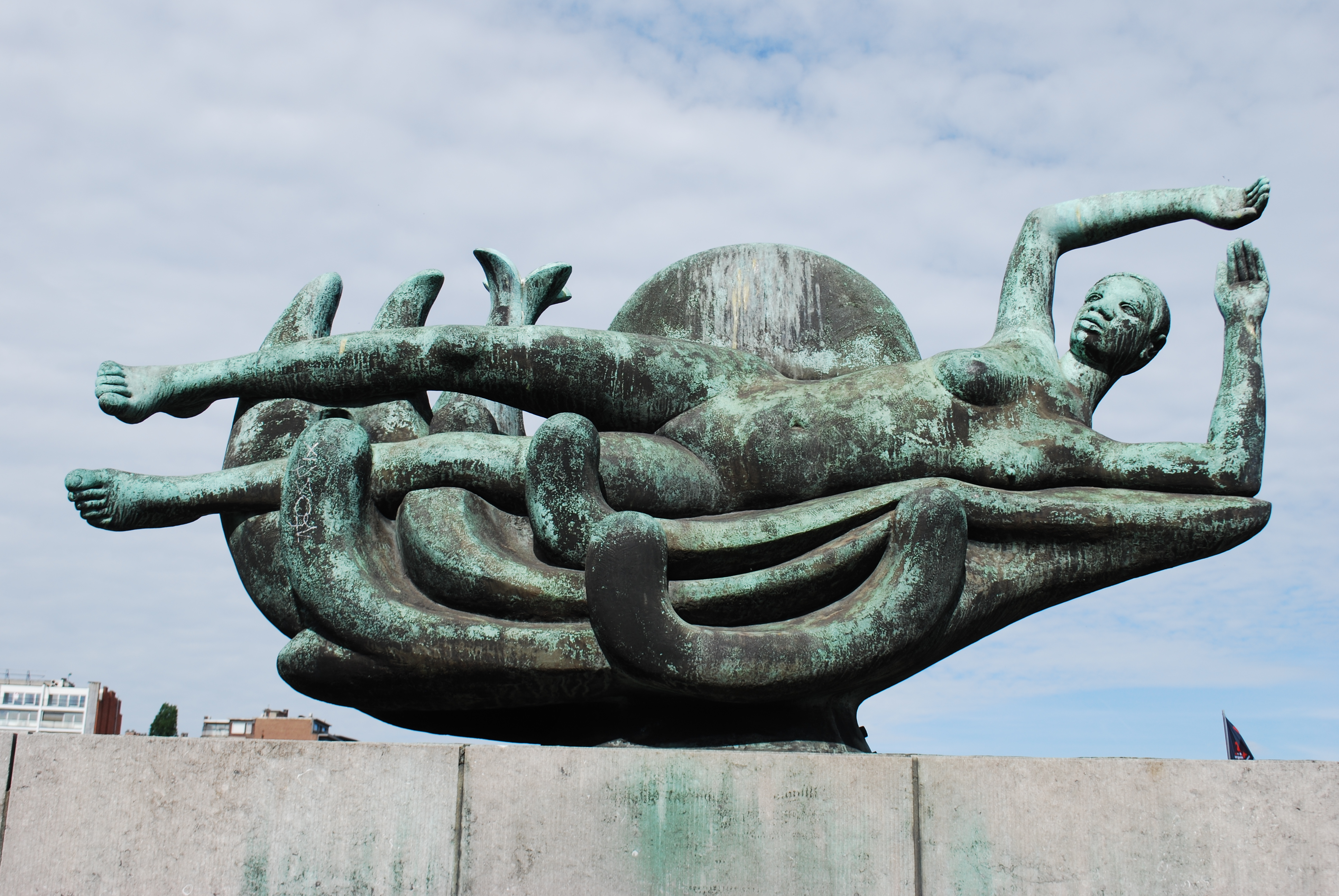
L'eau (1962-1964), à Liège
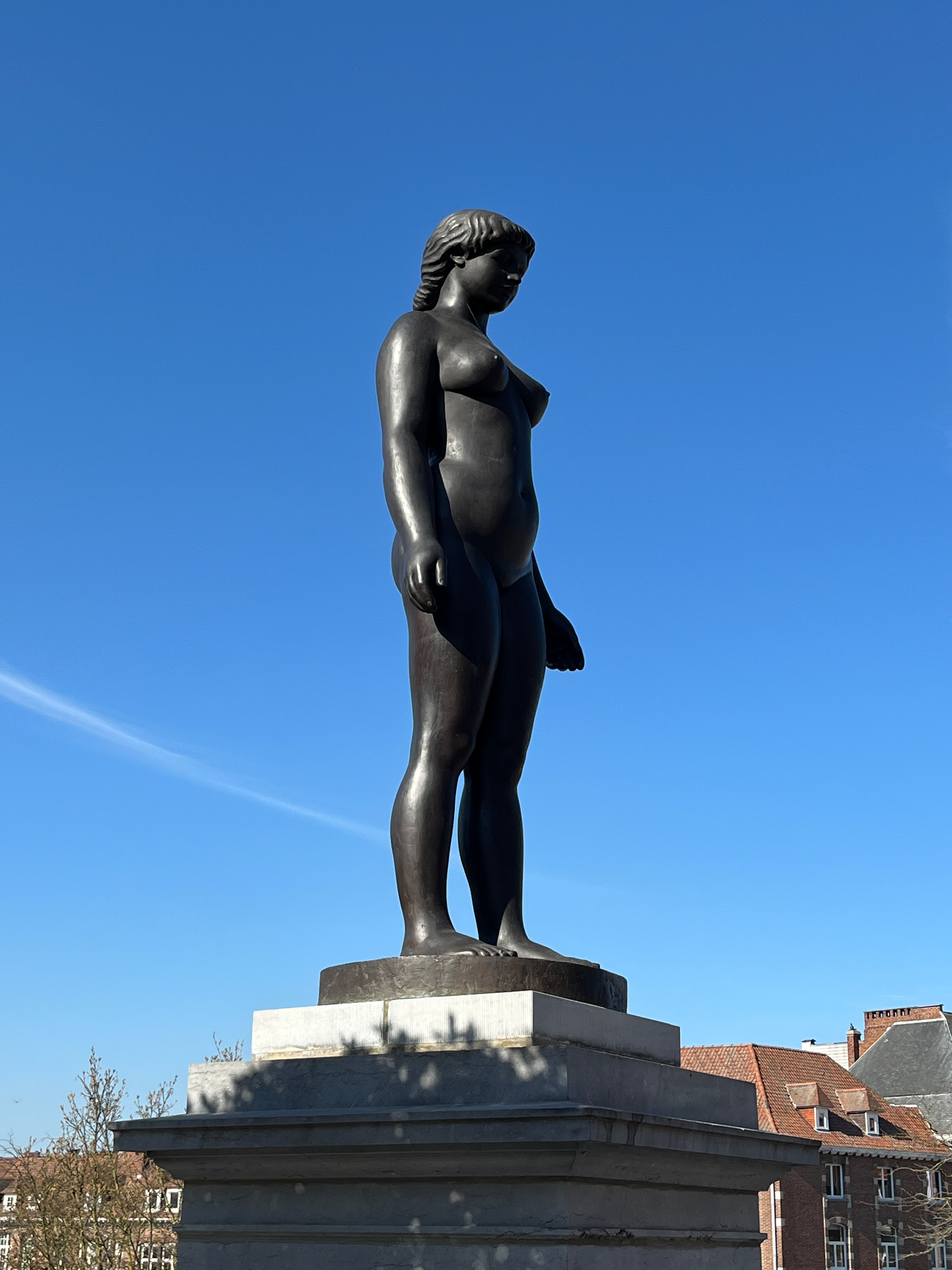
La Naïade (1950), à Tournai
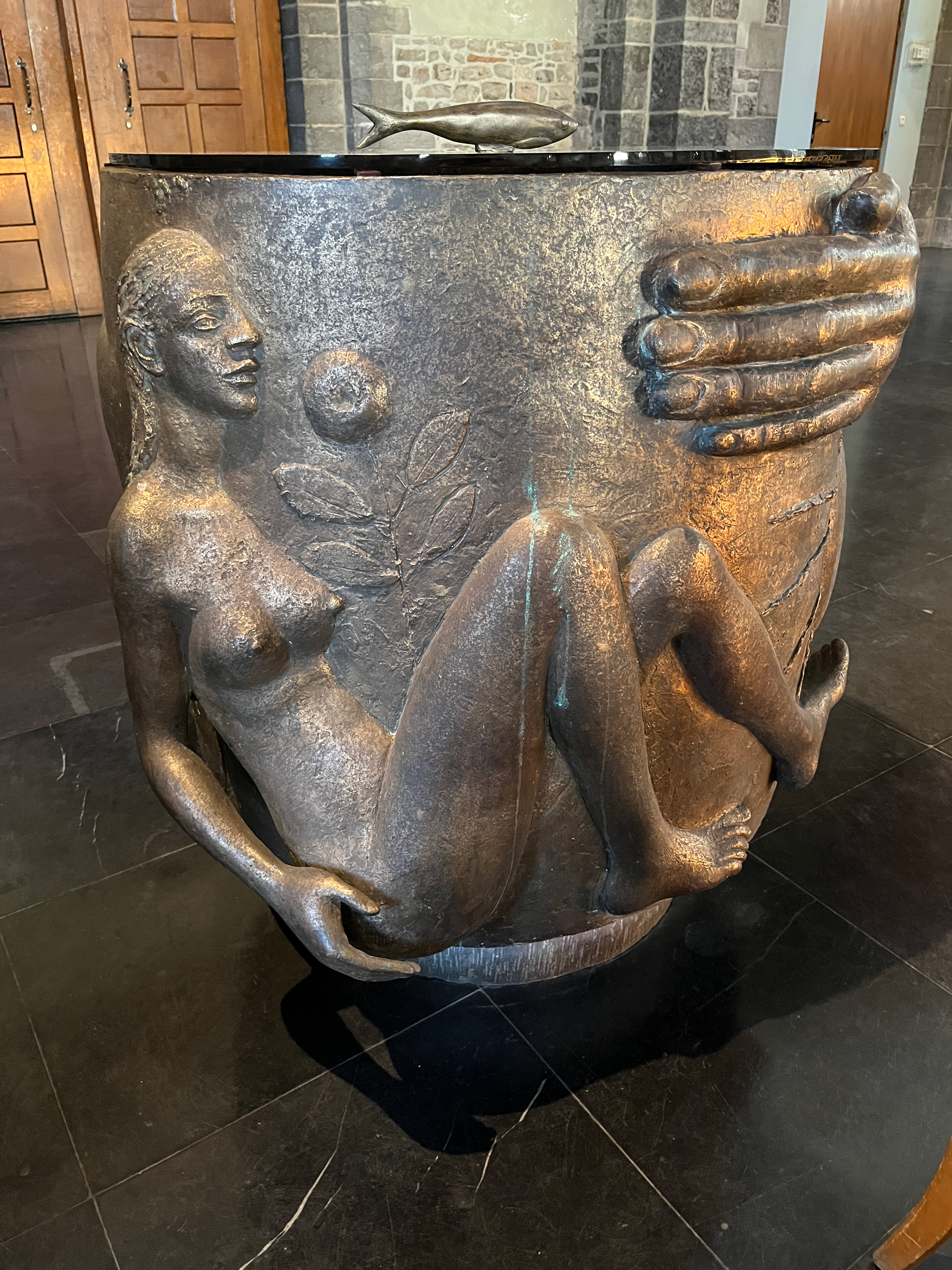
Fonts Baptismaux Adam et Eve, à l'église Saint-Brice à Tournai